# Nowouglanka
Nowouglanka (ros. Новоуглянка) – wieś (sieło) w Rosji, w obwodzie lipieckim, w rejonie usmańskim. W 2010 liczyła 1582 mieszkańców.